# S.S. Alba-Audace Roma
Società Sportiva Alba-Audace là một câu lạc bộ bóng đá Ý từ khu vực Flaminio của Rome, được thành lập vào năm 1907. Câu lạc bộ được chú ý nhất khi thi đấu trong các giải đấu đầu tiên của Giải vô địch bóng đá Ý, trước khi trở thành một trong ba câu lạc bộ ở Rome sáp nhập để thành lập AS Roma vào năm 1927.

## Lịch sử
Câu lạc bộ được thành lập vào năm 1907 với tên là Società Sportiva Alba và được sở hữu bởi sự tồn tại được biết đến bởi Roman tên là Umberto Farneti. Farneti sở hữu một số đất ở khu vực Flaminio của Rome, đây là nơi câu lạc bộ sẽ thi đấu và xem xét chọn làm sân nhà của họ.
Trong những ngày đầu tiên của Giải vô địch bóng đá Ý, chỉ có các câu lạc bộ bóng đá miền Bắc Ý mới được tham gia giải đấu nên Alba phải đợi đến năm 1912-13 để ra mắt chức vô địch. Sau khi đủ điều kiện tham dự mùa giải của Lazio, Alba đã buộc phải từ bỏ trang phục của họ.
Vào cuối mùa giải 1925-26, câu lạc bộ đã bị chế độ phát xít buộc phải tiếp thu một câu lạc bộ La Mã khác, Audace Roma, nhưng vẫn giữ được màu sắc của nó. Chỉ sau một mùa giải, Alba-Audace đã được sáp nhập với Roman FC và Fortitudo-Pro Roma SGS để thành lập AS Roma.
Câu lạc bộ đã cải tổ một thời gian ngắn vào năm 1945 và sau khi sáp nhập với Trastevere Roma, đã tham gia mùa giải 1946-47 Serie B với tư cách là Alba Trastevere trước khi tan rã.

## Danh dự
Giải vô địch bóng đá Ý:
- Vô địch miền Nam: 1924-25; 1925-26